# António Serrão de Castro
António Serrão de Castro (ur. 1610, zm. 1684) – poeta portugalski pochodzenia żydowskiego. Był z zawodu aptekarzem. Był też jednym z założycieli pierwszej Akademii Humanistycznej w Lizbonie. Jako chrześcijanin świeżej daty został oskarżony o herezję przez Inkwizycję. Spędził dziesięć lat w więzieniu. Napisał tam dzieło Os Ratos da Inquisição (Szczury Inkwizycji). Został uniewinniony po auto da fé w 1682. Jednak jego syn wraz z trzema innymi oskarżonymi został spalony na stosie. Po uwolnieniu poeta był zmuszony utrzymywać z żebraniny siebie i siostrę, wdowę. Druga siostra wcześniej zmarła w więzieniu skutkiem tortur. António Serrão de Castro był jednym z wybitniejszych ludzi prześladowanych przez Inkwizycję w Portugalii. Więzienne zapiski Serrão de Castro opublikował w 1883 Camilo Castelo Branco.